# Candice Gilg
Pour les articles homonymes, voir Gilg.
Candice Gilg, née le 27 juillet 1972 à Dakar, est une skieuse acrobatique française dans la discipline des bosses.
Elle a été championne du monde en 1995 et 1997. Elle n'a par contre pas obtenu de médaille olympique puisqu'elle a terminé 24e à Albertville, cinquième à Lillehammer (derrière sa compatriote Raphaëlle Monod) et a été éliminée dès les qualifications à Nagano à cause de la mauvaise réception d'un saut.
Elle est la sœur du skieur acrobatique Youri Gilg.

## Palmarès

### Championnats du monde de ski acrobatique
- Championnats du monde de ski acrobatique de 1995 à La Clusaz (France) :
  -  Médaille d'or en bosses.
- Championnats du monde de ski acrobatique de 1997 à Iizuna Kogen (Japon) :
  -  Médaille d'or en bosses.

### Coupe du monde de ski acrobatique
- 2 petits globe de cristal :
  - Vainqueur du classement bosses parallèle en 1996 et 1997.
- Meilleur classement général : 5e en 1996
- Meilleur classement en bosses : 2e en 1997 et 1998.
- 42 podiums dont 8 victoires.

### Championnats de France
- 3 fois championne de France de ski de bosses : 1995, 1996 et 1997
- champion de France de ski de bosses parallèles en 1997